# Erysiphe clandestina
Erysiphe clandestina är en svampart som beskrevs av Biv. 1815. Erysiphe clandestina ingår i släktet Erysiphe och familjen Erysiphaceae.   Inga underarter finns listade i Catalogue of Life.